# 国家图书馆出版社
国家图书馆出版社是中华人民共和国文化部主管、中国国家图书馆主办的中央级出版社，原名书目文献出版社，1979年成立，1996年更名为北京图书馆出版社，2008年5月改为现名  ，2018年組織型態改為有限公司。2009年8月新闻出版总署首次经营性图书出版单位等级评估定为一级出版社，并授予“全国百佳图书出版单位”称号。2014年1月，成为国家社会科学基金后期资助项目推荐申报50家出版单位之一。国家图书馆出版社先后整理影印两万五千余种重要文献，如国家重点文化出版工程《中华再造善本》及续编、永乐大典、敦煌遗书、赵城金藏、原国立北平图书馆甲库善本丛书等。